# Canavalia septentrionalis
Canavalia septentrionalis är en ärtväxtart som beskrevs av J.D.Sauer. Canavalia septentrionalis ingår i släktet Canavalia och familjen ärtväxter. Inga underarter finns listade i Catalogue of Life.